# NGC 3146
NGC 3146 is een balkspiraalstelsel in het sterrenbeeld Waterslang. Het hemelobject werd in 1886 ontdekt door de Amerikaanse astronoom Ormond Stone.

## Synoniemen
- ESO 567-23
- MCG -3-26-29
- PGC 29663